# Jeremy Hermida
Jeremy Ryan Hermida (né le 30 janvier 1984 à Marietta en Géorgie, États-Unis) est un joueur de champ extérieur des Ligues majeures de baseball. Il est présentement sous contrat avec les Brewers de Milwaukee.
Il est l'un des quatre joueurs de l'histoire à avoir frappé un grand chelem à son tout premier passage au bâton dans la MLB.

## Carrière
Jeremy Hermida est un choix de première ronde (11e joueur sélectionné au total) des Marlins de la Floride en 2002.
Il joue sa première partie dans les majeures le 31 août 2005. Amené comme frappeur suppléant en 7e manche du match opposant les Marlins aux Cards de Saint-Louis, il frappe un grand chelem aux dépens du lanceur Al Reyes à sa toute première présence au bâton dans les grandes ligues. Il s'agissait de la deuxième fois dans l'histoire des majeures qu'un tel exploit était réalisé. Seul Bill Duggleby l'avait accompli auparavant, le 21 avril 1898, soit 117 ans plus tôt. Kevin Kouzmanoff des Indians de Cleveland fut le troisième joueur à réussir la chose en 2006 et Daniel Nava des Red Sox de Boston le quatrième en 2010.
En 2007, il affiche une moyenne au bâton de,296 en 123 parties jouées et présente des sommets personnels de 18 coups de circuit et 63 points produits. La saison suivante, il totalise 17 circuits et 61 points produits en 142 matchs, mais sa moyenne chute à ,249.
En 2009, Hermida frappe pour,259 avec 13 circuits et 47 points produits. Le 5 novembre, les Marlins l'échangent aux Red Sox de Boston en retour de deux lanceurs, Hunter Jones et José Álvarez.
Il signe en janvier 2011 un contrat des ligues mineures avec les Reds de Cincinnati, qui l'invitent à leur entraînement de printemps. Il ne joue que 10 matchs pour cette équipe. Le 31 août 2011, il est réclamé au ballottage par les Padres de San Diego et y termine la saison. Il signe un contrat des ligues mineures avec San Diego pour la saison 2012. Il ne dispute que 13 rencontres à sa deuxième saison à San Diego, frappant 6 coups sûrs pour une moyenne au bâton de ,250. Dès le mois d'avril, il se retrouve sur la liste des blessés pour une blessure à la cuisse gauche et ne revient au jeu qu'en juillet, pour être assigné au club-école de Tucson. Les Padres le libèrent de son contrat le 28 août après l'avoir soumis au ballottage sans qu'il ne soit réclamé par une autre équipe.
Le 5 février 2013, il signe un contrat avec les Indians de Cleveland mais n'évolue qu'en ligues mineures avec les Clippers de Columbus, un club-école des Indians, l'année suivante.
En janvier 2014, il signe un contrat des ligues mineures avec les Brewers de Milwaukee.